# Василе, Раду
Ра́ду Васи́ле (рум. Radu Vasile, [ˈradu vaˈsile]; 10 октября 1942, Сибиу — 3 июля 2013, Бухарест) — румынский учёный и государственный деятель, премьер-министр Румынии с 17 апреля 1998 по 13 декабря 1999.

## Биография
Был воспитан в католической вере.
В 1967 году с отличием окончил исторический факультет Бухарестского университета. В 1977 году защитил диссертацию по истории. В течение некоторого времени ему было запрещено заниматься преподавательской деятельностью, поскольку его отец, работавший адвокатом, был политическим заключенным за свою диссидентскую деятельность. С 1971 года являлся ассистентом кафедры экономической истории, а с 1978 г. лектором на экономическом факультете Бухарестской академии экономических наук.
В конце 1989 года при поддержке студентом был избран заместителем декана факультета коммерции и управления производством и занимал эту должность до 1992 года. В этот период он окончил курсы по специальности «Европейская интеграция» в Университете Аристотеля в Салониках и мюнхенском Университете Людвига-Максимилиана. В 1994 году становится профессором Академии экономики.
В 1992 году был избран членом Сената от жудеца Бакэу, в 1996 году был переизбран от Бухареста, а в 2004 году — от жудеца Арджеш. В сентябре-ноябре 1996 г. и в феврале-июне 1998 г. и в феврале 2004 г. — вице-президент Сената. В 2000 году вступил в Демократическую партию.
В 1998 году был назначен премьер-министром от Христианско-демократической национал-цэрэнистской партии. В декабре 1999 года был смещён президентским декретом, но несколько дней не признавал его законности, из-за чего возникло двоевластие. Одновременно руководство ХДНЦП сместило Василе с руководящих постов в партии. Василе указывал на то, что премьер-министра может сместить только парламент, однако в конце концов ушёл с поста. Причиной его ухода называют трудности в проведении экономических реформ.
После ухода из Сената работал на должности профессора университета и выпустил сборник стихов под псевдонимом Раду Мискью.
Скончался от рака в Бухаресте 3 июля 2013 года. Похоронен на мемориальном кладбище Беллу.

## Награды
- Кавалер ордена Звезды Румынии (2013 год, посмертно)[3].

## Сочинения
- Economia mondială: căile și fazele modernizării Editura Albatros (1987)
- Valută și economie (1994)
- Monedă și politică fiscală Editura Uranus (1994)
- De la secolul de fier la cel de-al doilea război mondial Editura Silex (1998)
- Între echilibru și recesiune: teorie și practici de macrostabilizare (1998)